# Weapon of Choice
Weapon of Choice è una canzone di Fatboy Slim uscita nel 2001 come singolo insieme a Star 69 e contenuta nell'album Halfway Between the Gutter and the Stars.

## Video musicale
Per promuovere il singolo, è stato diffuso a partire dal 12 marzo 2001 il videoclip diretto da Spike Jonze e interpretato dall'attore Christopher Walken che, vestito con un abito elegante, danza compiendo evoluzioni spericolate all'interno di un albergo deserto, il Marriott di Los Angeles. La coreografia è stata ideata dall'attore e dal regista stessi con la collaborazione di Michael Rooney. Gli effetti speciali sono invece stati affidati a Ben Gibbs e Jeff Kim.
Il video ha ricevuto un Grammy Award e il 6 settembre 2001 si è aggiudicato la vittoria in sei categorie agli MTV Video Music Awards 2001, risultando il video più premiato della serata: Video innovativo (Breakthrough Video), Miglior regia (Best Direction), Miglior coreografia (Best Choreography in a Video), Miglior direttore artistico (Best Art Direction), Miglior montaggio (Best Editing) e Miglior fotografia (Best Cinematography in a Video)). Viene nominato anche per le categorie Video dell'anno (Video of the Year) e Miglior video dance (Best Dance Video), vinte rispettivamente da Lady Marmalade di Christina Aguilera, Pink, Lil Kim, Mýa feat. Missy Elliott e Pop degli 'N Sync.

## Tracce
12"
1. Weapon Of Choice (Album Version)
2. Weapon Of Choice (Attack Hamster Edit)
3. Weapon Of Choice (Liquid Todd Edit)
4. Weapon Of Choice (Instrumental)
5. Weapon Of Choice (Acapella)

CD
1. Weapon Of Choice (Attack Hamster Edit)
2. Weapon Of Choice (Liquid Todd Edit)
3. Weapon Of Choice (Spike Jonze Video Edit)
4. Weapon Of Choice (Album Version)
5. Weapon Of Choice (Call Out Hook #1)
6. Weapon Of Choice (Call Out Hook #2)